# Flor Isava-Fonseca
Flor Isava Fonseca (Caracas, 20 de mayo de 1921-ibidem, 25 de julio de 2020) fue una atleta, columnista y dirigente deportiva venezolana.

## Vida
Hija de unos padres dedicados a la filantropía, desde muy joven se involucra en causas relacionadas con el bienestar social de los que la rodean. A los dos años de edad, la familia se radica en Europa, e influenciada por la cultura europea, su niñez y juventud las dedicó al ballet, la pintura y a sus estudios de historia y literatura. Estudió en Bélgica e Inglaterra donde practicó hockey y equitación. Al regresar a Venezuela, en el año 1939, comenzó su carrera deportiva y resaltó su desempeño en tenis, equitación y natación, siendo la equitación la que más practica y le apasiona. En 1946, obtiene la Medalla de Plata en Tenis en grama o tenis de campo en los Juegos Deportivos Centroamericanos y del Caribe que se realizaron en Baranquilla en diciembre de 1946.
De 1940 a 1966 copa las páginas deportivas con innumerables triunfos. Fue seleccionada para formar parte del equipo ecuestre de salto para los Juegos Olímpicos de Melbourne, Australia en el año de 1956. En esta edición, la parte del ecuestre se realizó en Estocolmo debido a los estrictos controles de sanidad que exigía Australia para la entrada de los caballos al país. Sin embargo, esa oportunidad se le vio truncada, debido a un accidente que la obligó a guardar cama por un largo período, retornando más adelante a las canchas y comenzando a dedicarle más tiempo, a la dirigencia.  De esta manera, surge en ella la preocupación por mejorar la organización del deporte nacional, preside comisiones, esboza reglamentos, predica la disciplina y el trabajo en equipo.

### Trayectoria
En 1947, funda la Federación Venezolana de Deportes Ecuestres (FVDE), la cual preside de 1962 a 1965 y de allí en adelante, no para en su acción creativa y multiplicadora. Crea el Campeonato Confraternidad de Amazonas, toma en sus manos el Suramericano de Salto y lo lleva a toda América del Sur, con ediciones en Venezuela, Colombia, Ecuador, Perú, Chile, Argentina, Uruguay, y Brasil. Logra con esto lo que se creía imposible, que todos los países presten sus caballos a los jinetes y amazonas visitantes, ya que para la época era demasiado costoso el traslado de los caballos de un país a otro. Y así se consolida su vocación de organizadora y dirigente deportiva.
En 1965 entra a formar parte del Comité Olímpico Venezolano (COV).
En 1969 su condición de atleta se revela de nuevo y decide incursionar en el Golf, en el cual cosechó innumerable triunfos, siendo los más destacados en 1975 el Subcampeonato Nacional de Dobles de Damas que ganó con Diana Zingg y el Subcampeonato Nacional de Dobles Mixtos con Jonatan Coles y en 1976 el Campeonato Nacional de Dobles de Damas con Doris Wright.
Presidenta de la Confederación Deportiva de Venezuela en el lapso de 1977-1981. 
En 1981 la venezolana Flor Isava Fonseca y la finlandesa Pirjo Häggman fueron las primeras mujeres elegidas para formar parte del Comité Olímpico Internacional (COI).  En 1990 Flor Isava Fonseca fue la primera mujer en servir en la Junta Directiva del Comité Ejecutivo del COI. En 1972 fue exaltada al Salón de la Fama de Venezuela junto a Alfonso Carrasquel y Julio Bustamante.
En 1989 fue Comisionada Especial para el Deporte Nacional en el gobierno de Carlos Andrés Pérez.
En 1991, crea la Fundación Flor Isava, la cual en un principio se dedicó a generar deporte en los barrios de Caracas y del interior del país. Consistía en aprovechar los más mínimos espacios que el barrio disponía, podía ser una calle o un terreno baldío, para organizar deporte para los niños que allí vivían. Se instruía a los padres como organizar competencias y se les dotaba el material deportivo. En una oportunidad que estaba visitando uno de sus Clubes Deportivos Familiares, así se llamaban, en Ciudad Bolívar, recibió un papelito que decía, “Nosotros queremos conocerte, somos los presos de la cárcel”. Y es así  como comenzó lo que ella considera lo más importante que ha hecho en su vida, los Clubes Deportivos en las Cárceles. 
En 1992 el COV crea la Biblioteca Flor Isava con ediciones donadas por ella misma. También el COV crea la Orden Flor Isava Fonseca que se otorga anualmente a atletas, dirigentes, entrenadores o periodistas deportivos destacados.
Ha sido galardonada con 37 condecoraciones, entre las más importantes, la Orden del Libertador, la Orden Andrés Bello, La Orden Diego de Losada, Caballero de la Legión de Honor de la República Francesa. Condecoración al Mérito Civil de la República de España. La Orden Olímpica, la del Mérito del Trabajo, del Mérito al Deporte del Ejército, Orden de Honor del Ministerio de Educación de Taiwán, etc, etc… 
En año 2016 la venezolana Flor Isava Fonseca de nuevo es galardonada esta vez por la Organización de las Naciones Unidas Mujeres (ONU) en conjunto con el Comité Olímpico Internacional (COI), eligiéndola como imagen de la campaña "Una victoria lleva a la otra". Para ello, la atleta ya en sus 95  años, cuenta su historia como la primera mujer en ser electa a la Junta Directiva de la máxima instancia del mundo olímpico.